# Beginn
Beginn is het enige muziekalbum ontstaan bij de samenwerking van Claudia Brücken en Jerome Froese.

## Inleiding
Claudia Brücken is bekend als zangeres van Propaganda dat enkele hits had, bekend onder genre Düsseldorf School. Jerome Froese maakte in de jaren tachtig en negentig deel uit van de muziekgroep Tangerine Dream, bekend uit de Berlijnse School voor elektronische muziek. Beiden gaven sinds Propaganda en Tangerine Dream soloalbums uit  Zij namen apart van elkaar hun teksten en muziek op in respectievelijk Londen (Ravenscourt Studios met Watson als geluidstechnicus) en Berlijn (Noontide Studio). De muziek is meest rustig van tempo en klank. Brücken (1963) groeide op in de jaren zeventig toen de muziek van de band Tangerine Dream van bandleider Edgar Froese nauwelijks te vermijden was binnen het alternatieve circuit, Jerome (geboren 1970) is zoon van Edgar en speelde in diens band.
Jerome Froese zocht rond 2014 een zangeres voor een van zijn eigen albums en kwam via zijn vriendenkring terecht bij Brücken. Brücken werkte in die periode met Paul Humphreys van Orchestral Manoeuvres in the Dark. Froese zou daarbij al onder de indruk zijn geweest van haar muziek, zowel in de band (met name A Secret Wish) als solo. Ze spraken elkaar via Skype en vonden meer overeenkomsten dan verschillen. Overeenkomst was zeker de moeilijkheden die ze kregen binnen commerciële platenwereld. Overeenkomsten leidden tot een kortstondige samenwerking bij opnamen van Froeses band Loom, hetgeen uiteindelijk niets opleverde. Verdere vertraging vond plaats door het overlijden van Jeromes vader in 2015. De serieuze start voor de samenwerking begon later in dat jaar en leidde tot de release van Beginn (Duits voor Begin). In 2018 zou er sprake zijn van een tweede album, maar dat is in februari 2022 nog niet uitgegeven.
Het album werd niet vergezeld van promotieactiviteiten zoals concerten of iets dergelijks. Beiden gaven toe dat het vooral een album moest zijn van plezier zonder commerciële dwang.  

## Musici
- Clausida Brücken – zang
- Jerome Froese – synthesizers, gitaar, zogenaamde Guitartronica

Met
- Susanne Freytag – zang Sweet sense of liberation (Susanne zong ook in Propaganda)
- David Watson – achtergrondzang Wounded, Stars walking backwards en Unbound spaces

## Muziek
| Nr. | Titel                                               | Duur |
| --- | --------------------------------------------------- | ---- |
| 1.  | (The) Last dance (T: Brücken, M. Froese)            | 4:18 |
| 2.  | Wounded (T: Brücken, M. Froese)                     | 4:52 |
| 3.  | Flight (of) fancy (T: Brücken, M. Froese)           | 4:29 |
| 4.  | Cards (T: Brücken, M. Froese)                       | 5:10 |
| 5.  | Light (of the) rising sun (T: Brücken, M. Froese)   | 1:47 |
| 6.  | Whispers (of) immortality (T: Brücken, M. Froese)   | 6:03 |
| 7.  | Sound (of the) waves (T: Brücken, M. Froese)        | 5:15 |
| 8.  | Stars walking backwards (T: Brücken, M. Froese)     | 5:49 |
| 9.  | Forevermore (T: Brücken, M. Froese)                 | 4:15 |
| 10. | Sweet sense (of) liberation (T: Brücken, M. Froese) | 5:28 |
| 11. | Unbound spaces (T: Brücken, M. Froese)              | 5:28 |

Het album werd in beperkte oplage ook uitgebracht op dubbelelpee met twee bonustracks in de vorm van covers: Sara en Gypsy, beide van Fleetwood Mac.